# 米哈伊尔·舍斯塔科夫
米哈伊尔·尤里耶维奇·舍斯塔科夫（俄语：Михаил Юрьевич Шестаков，1959年7月9日—2020年8月29日），俄罗斯小提琴演奏家。2005年获得俄罗斯联邦人民艺术家荣誉称号。

## 生平
1959年生于莫斯科州，父亲是一名小提琴家。6岁时就读于巴拉希哈的音乐学校。后就读于格涅辛音乐中等学校。1977年至1982年，在莫斯科音乐学院学习小提琴，师从谢苗·斯尼特科夫斯基和玛琳娜·亚什维利。1981年开始在维罗尼卡·杜达洛娃执棒的莫斯科国立模范交响乐团演出。1988年，转入柴可夫斯基交响乐团，1992年成为首席演奏家。2005年获得俄罗斯联邦人民艺术家荣誉称号。2020年8月29日逝世。